# اس‌اس بریجتون
اس‌اس بریجتون (به انگلیسی: SS Bridgeton) یک کشتی بود که طول آن ۱٬۱۵۸٫۵ فوت (۳۵۳٫۱ متر) بود. این کشتی در سال ۱۹۷۶ ساخته شد.
این کشتی توسط کویت خریداری شده اما پس از مدتی به دلیل عدم توانایی کشور کویت در دفاع از این کشتی در برابر قایقهای تندرو ایرانی در جنگ نفت‌کش‌ها
از نام کویتی خود که اَلرَخاء نام داشت ،تغییر پرچم داده و با اسم دوباره ثبت شده (برایجتون یا بریجتون ) تحت پرچم و حفاظت گسترده ایالات متحده آمریکا در جریان
جنگ ایران و عراق و حفاظت نیروی دریایی آمریکا از کشتی های تحت مالکیت خود، به خلیج فارس بازگشت ، که پس از مدتی در نزدیک سواحل عربستان سعودی با مین های کار گذاشته شده توسط نیروهای جمهوری اسلامی
برخورد کرد و به شدت آسیب دید  . عملیات حفاظت از این کشتی عملیات اراده جدی نام داشت.
حفاظت از این کشتی را نیروهای آمریکایی بر عهده داشتند و آمریکا در این عملیات علاوه بر نیروها و تجهیزات پیشرفته رزم دریایی خود  از 6 ناو ایرانی خود که در اصل ناوهای خریداره شده توسط پهلوی بودند بهره گرفت. این ناوها با این که پول آنها توسط طرف ایرانی پرداخت شده است ولی آمریکا از تحویل آنها به ایرانی ها جلوگیری کرد.

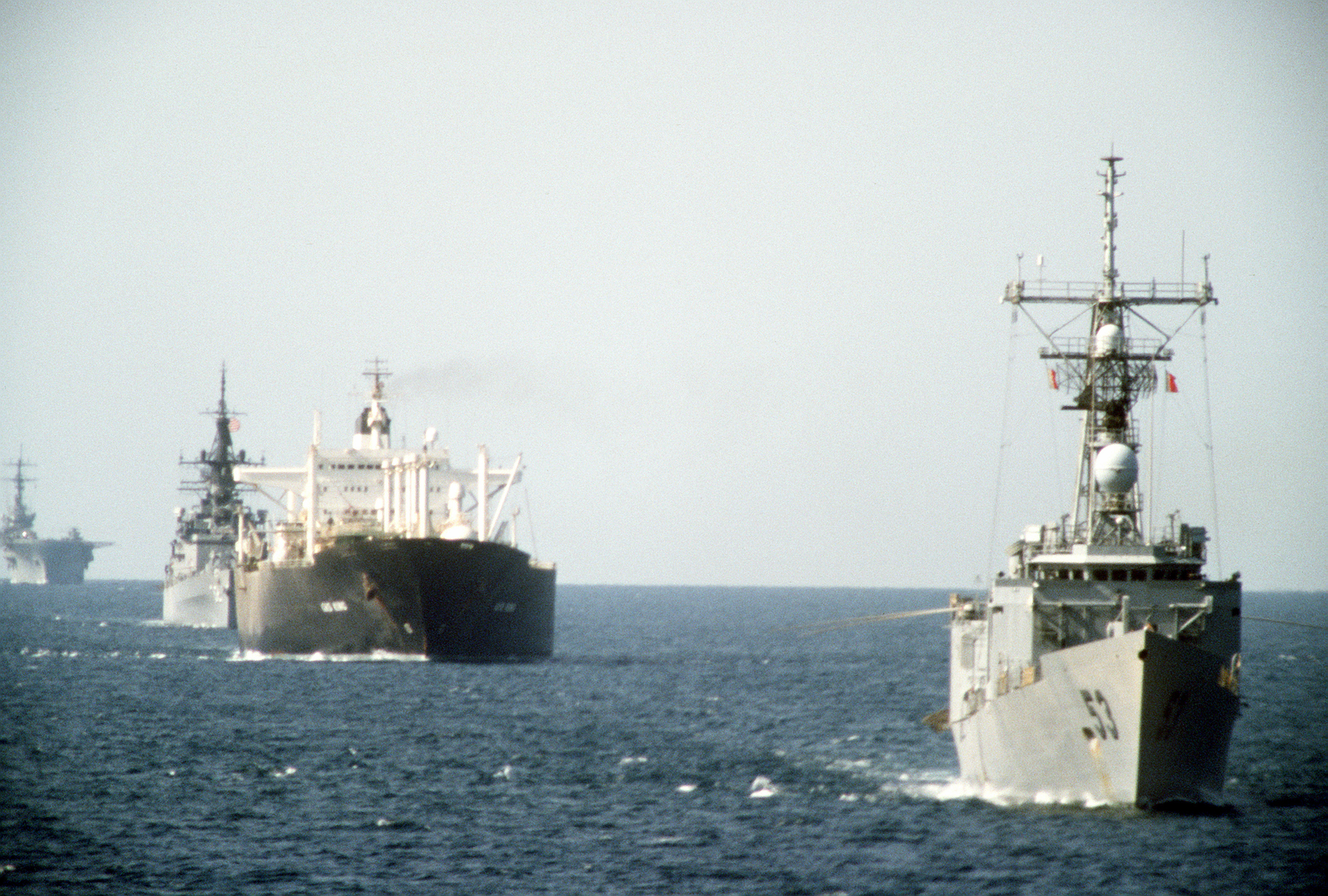
کشتی بریجتون در حال اسکورت توسط نیروی دریایی آمریکا در جریان جنگ نفتکشها>